# Karolína Molnárová
Karolína Molnárová (...) è una giocatrice di football americano ceca, che gioca come wide receiver per le Prague Black Cats..

## Palmarès
- 1 Rose Bowl (2021)